# 徳島新鮮なっとく市
徳島新鮮なっとく市（とくしましんせんなっとくいち）は、徳島県徳島市東沖洲（マリンピア沖洲）にある複合施設。

## 施設
- 阿波の幸 和美彩美 - レストラン
- AQUA TERRACE - バーベキュー
- 釣り堀 釣ってみんでフィッシング
- シーサイドカヤック
- 阿波遊産 - 物産館

## 交通
- JR徳島駅より車で約15分。
- 徳島自動車道「徳島インターチェンジ」より車で約15分。